# اوبومه
اوبومه (ژاپنی: 産女) نوعی یوکای ژاپنی به شکل زنان باردار هستند. آن‌ها همچنین می‌توانند به صورت 憂婦女鳥 نوشته شوند. در داستان‌ها و باور مردمی، هویت و ظاهر اوبومه متفاوت است. با این حال، او اغلب به شکل روح زنی که در هنگام زایمان فوت کرده است، به تصویر کشیده می‌شود. رهگذران او را به شکل زنی با ظاهری معمولی و نوزادی در آغوش خواهند دید. او معمولاً سعی می‌کند فرزندش را به یک رهگذر بدهد و سپس ناپدید شود. زمانی که عابر به کودک در آغوشش نگاه می‌کند، متوجه می‌شود که او فقط یک دسته برگ یا یک سنگ بزرگ است. این طرز تفکر که زنان بارداری که می‌میرند و دفن می‌شوند، تبدیل به یک «اوبومه» می‌شوند، از دوران باستان وجود داشته است؛ به همین دلیل گفته شده است که وقتی زن بارداری قبل از زایمان می‌میرد، باید جنین را از شکمش جدا کرد و هنگام دفن، آن را در آغوش مادر قرار داد. در برخی مناطق، اگر جنین قابل جدا شدن نباشد، عروسکی را در کنار او قرار می‌دهند.

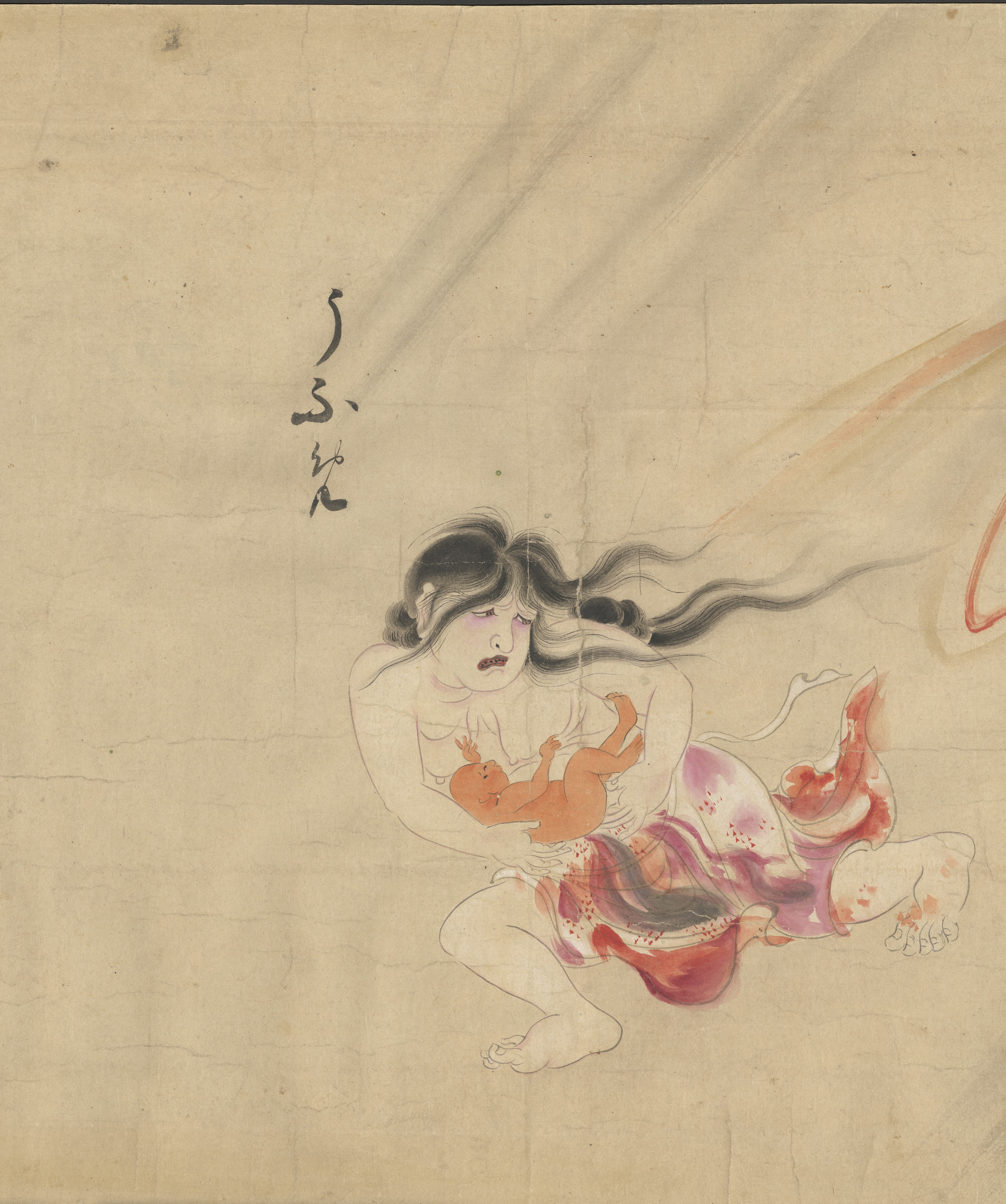
اوبومه از طوماردست باکه‌مونو نو ئه (化物之繪، سدهٔ ۱۷۰۰)

اوبومه می‌تواند به شکل‌های مختلفی ظاهر شود: زنی که نوزادی را در آغوش دارد؛ زن باردار؛ یا یک جسد متحرک غرق در خون که جنینی رشد نیافته را در آغوش دارد. گاهی اوقات آن‌ها فقط به شکل زنان باردار وحشتناک و خونین ظاهر می‌شوند که شبانه با ناامیدی فریاد کمک سر می‌دهند.